# Équipe cycliste Minerva
L'équipe cycliste Minerva est une équipe cycliste belge, ayant le statut d'équipe continentale lors de sa seule année d'existence en 2022.

## Histoire de l'équipe
La nouvelle équipe est présentée en septembre 2021 et la sélection est annoncée en octobre. L'équipe est composée de 10 cyclistes professionnels et de 6 espoirs. Le manager est Gilbert Orbie, le directeur technique est Preben Van Hecke et le directeur sportif Ivo Myngheer. 
L'équipe participe principalement à de petites courses belges et obtient ses meilleurs performances avec Thimo Willems et Gil D'Heygere. Le meilleur résultat est une deuxième place pour Willems lors de la Brussels Cycling Classic. 
En septembre 2022, il est annoncé que l'équipe s'arrête à la suite du décès inattendu du fondateur Filip Carpentier en avril 2022,. Plusieurs coureurs trouvent refuge auprès d'autres équipes continentales.

## Classements UCI
L'équipe participe aux épreuves des circuits continentaux et en particulier de l'UCI Europe Tour. Le tableau ci-dessous présente les classements de l'équipe sur ce circuit, ainsi que son meilleur coureur au classement individuel.
UCI Europe Tour
| UCI Europe Tour | UCI Europe Tour        | UCI Europe Tour                           | UCI Europe Tour |
| Année           | Classement par équipes | Meilleur coureur au classement individuel |                 |
| --------------- | ---------------------- | ----------------------------------------- | --------------- |
| 2022            | 59e                    | Thimo Willems (308e)                      |                 |
|                 |                        |                                           |                 |
| Source : UCI    |                        |                                           |                 |

L'équipe est également classée au Classement mondial UCI qui prend en compte toutes les épreuves UCI et concerne toutes les équipes UCI.
| Classement mondial | Classement mondial     | Classement mondial                        | Classement mondial |
| Année              | Classement par équipes | Meilleur coureur au classement individuel |                    |
| ------------------ | ---------------------- | ----------------------------------------- | ------------------ |
| 2022               | 102e                   | Thimo Willems (382e)                      |                    |
|                    |                        |                                           |                    |
| Source : UCI       |                        |                                           |                    |

## Minerva Cycling Team en 2022[4]
| Effectif 2022      | Effectif 2022     | Effectif 2022 | Effectif 2022                   |
| Cycliste           | Date de naissance | Pays          | Équipe précédente               |
| ------------------ | ----------------- | ------------- | ------------------------------- |
| Gilles Borra       | 26 juillet 1998   | Belgique      |                                 |
| Kenneth Caethoven  | 2 mars 1999       | Belgique      |                                 |
| Gil D'Heygere      | 30 mars 1998      | Belgique      | Tarteletto-Isorex (2021)        |
| Jorre Debaele      | 7 septembre 2001  | Belgique      |                                 |
| Angel Deckers      | 25 septembre 2002 | Belgique      |                                 |
| Enrico Dhaeye      | 2 février 2001    | Belgique      |                                 |
| Justin Houtekier   | 2 mai 2000        | Belgique      |                                 |
| Thomas Joseph      | 6 décembre 1996   | Belgique      | Tarteletto-Isorex (2021)        |
| Stefano Museeuw    | 1 juin 1997       | Belgique      | BEAT Cycling (2021)             |
| Thibaut Ponsaerts  | 21 juin 2000      | Belgique      | Lotto-Soudal Development (2021) |
| Kasper Saver       | 26 novembre 2000  | Belgique      |                                 |
| Jarne Van Dyck     | 16 novembre 2001  | Belgique      |                                 |
| Robbe Van Praet    | 5 novembre 2000   | Belgique      |                                 |
| Matthew Van Schoor | 31 mars 2000      | Belgique      |                                 |
| Yentl Vandevelde   | 21 octobre 2000   | Belgique      |                                 |
| Thimo Willems      | 9 février 1996    | Belgique      | Sport Vlaanderen-Baloise (2021) |
|                    |                   |               |                                 |
| Source : UCI       |                   |               |                                 |

note: Gilles Borra
note: Kenneth Caethoven